# Johan Alexander Edgren
Johan Alexander Edgren, i USA känd som John Alexis Edgren, född 20 februari 1839 på Östanås bruk i Älvsbacka socken, död 26 januari 1908 i Oakland, Kalifornien, var en svenskamerikansk baptistpredikant, sjömilitär, författare och tecknare. Han var bror till Hjalmar Edgren.

## Biografi

### Uppväxt och utbildning
Johan Edgren var son till bruksförvaltaren Axel Hjalmar Edgren, som då Johan var liten flyttade till godset Agneteberg i Värmland där han växte upp. Han fick undervisning i hemmet innan han 1849-1852 genomgick Karlstads elementarskola. Johan valde därefter att gå till sjöss och efter studier vid Stockholms navigationsskola avlade han 1855 styrmansexamen. Efter en tid till sjöss återupptog han sina studier och avlade 1859 sjökaptensexamen.

### Amerikaflytt
Efter att ha genomgått sjönavigationsskolan 1862 flyttade han till USA där han samma år genomgick sjöofficersexamen vid örlogsvarvet i Brooklyn. Efteråt tog han värvning som löjtnant i Nordstaternas flotta under Nordamerikanska inbördeskriget där brodern Hjalmar redan tjänstgjorde. 1863 begärde han avsked för att studera teologi vid presbyterianernas seminarium i Princeton, New Jersey 1863-1864.

### Yrkesroller
1864 återinträdde han i flottan och tjänstgjorde fram till freden våren 1865. Han återupptog sina präststudier vid Madison University (numera Colgate University) och ordinerades 1866 till baptistpastor. Han valde därefter att återvända till Sverige som missionär, och var 1866-1868 lärare i matematik och naturvetenskapliga ämnen vid Betelseminariet i Stockholm. Edgren tjänstgjorde också en tid som pastor i Uppsala baptistförsamling och blev 1869-1870 biträdande predikant i baptistförsamlingen i Göteborg.
Han återvände till USA där han 1870-1871 var pastor i den första baptistförsamlingen i Chicago. Därefter studerade han teologi vid Baptist Union Theological Seminary i Chicago. Som lärare där lade han grunden till en skandinavisk avdelning vid seminariet och var dess föreståndare fram till 1884. Han var sedan ledare för de svensk-amerikanska baptisternas fristående teologiska seminarium fram till 1887, då han på grund av ohälsa tog avsked. Han bosatte sig i Kalifornien där han kom att syssla med olika uppgifter, konstnärliga och merkantila, men han behöll alltjämt sitt intresse för teologin och sitt kyrkosamfund. Han påbörjade en översättning och utläggning av Nya testamentet, men utgivandet kunde aldrig fullbordas på grund av Edgrens sjukdom och död. I tryck utkom endast Matteusevangeliet.
Vid Baptist Union Theological Seminarys bibliotek i Chicago finns en av hans tavlor i olja Stockholms slott samt på Göteborgs konstmuseum är han representerad med en teckning.